# Jesús Dávila Heredia
Jesús Dávila y Heredia fue la primera esposa del Luis Cordero Crespo, quien fue presidente del Ecuador desde 1892 hasta 1895, pero ella ya había fallecido poco antes.

## Biografía
Nace en la ciudad de Cuenca, Ecuador, el 20 de mayo de 1853 y fallece allí mismo el 9 de julio de 1891. Era la hija primogénita de don Rafael Dávila Egas (m. en 1882) y de doña Antonia Heredia, cuencanos. 
De recién nacida, fue adoptada por sus tíos abuelos, Miguel Heredia Astudillo y Doña Francisca Dávila, quienes estaban casados y no tenían hijos. Miguel Heredia y Astudillo era el hombre más rico de la provincia del Azuay, pues había hecho una enorme fortuna con el negocio y la exportación de la cascarilla.
Recibió la mejor educación posible, pues fue la primera alumna inscrita en el Colegio de los Sagrados Corazones de Cuenca, establecido en 1864, en donde estudió hasta 1867.
El 15 de julio de 1867, a los catorce años, Jesús contrajo matrimonio con Luis Cordero Crespo, mayor a ella con veinte años. Es muy probable que este haya sido un matrimonio arreglado por los padres adoptivos de la novia.

## Descendencia
En mayo de 1869, cuando Jesús tenía quince años, nació la primera hija de este matrimonio, Enriqueta, quien fue monja. Tuvieron en total diez hijos:
- Enriqueta (1869-1913)
- Clementina (1870-1947)
- Aurelia (1872-1922)
- Teresa de Jesús (1875-?)
- Luis (1876-1940)
- Miguel (1878-1936)
- Eufemia (1880-1885)
- Rafaela (1882-?)
- Inés de Jesús (1885-1936)
- Gonzalo (1887-1931).[3]

## Fallecimiento
Después de haber formado un gran hogar, doña Jesús Dávila de Cordero, falleció en Cuenca el 9 de julio de 1891, a los treinta y ocho años de edad.